# Castello di Mespelbrunn
Il castello di Mespelbrunn, circondato dall’acqua, si trova nel comune bavarese di Mespelbrunn, fra Aschaffenburg e Würzburg, in una delle valli dello Spessart del fiume Elsava. Nel castello il 19 febbraio 1519 nasce il conte Froben Christoph von Zimmern, autore della cronaca storica Zimmerische Chronik (Cronaca di Zimmern). Il castello e parte del comune di Mespelbrunn nel 1957 costituiscono il set delle riprese del film tedesco Das Wirtshaus im Spessart (La locanda nello Spessart) con Liselotte Pulver e Carlos Thompson, e palcoscenico del lavoro teatrale omonimo, basato sulla novella di Wilhelm Hauff. L'immagine del castello è stata riprodotta sui francobolli da 70 Pfennig.

## Storia
La storia del castello di Mespelbrunn ha origine con la donazione dell’arcivescovo della Diocesi di Magonza Giovanni II di Nassau, che il 1º maggio 1412 trasferisce al suo principe elettore Hamann Echter la proprietà del terreno denominato Platz zum Espelborn come ricompensa per i servizi resi contro i Cechi.

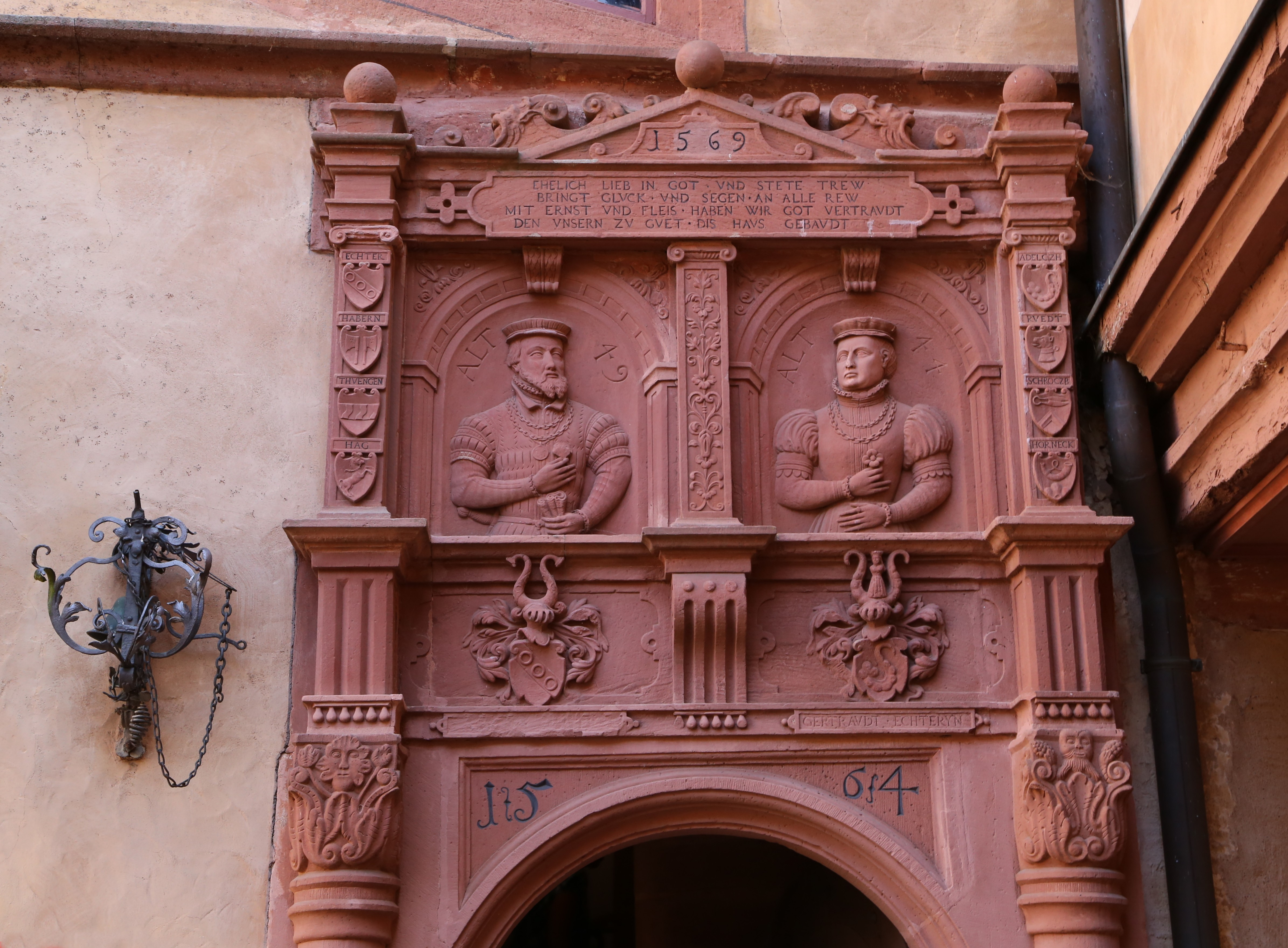
Portale della torre dell'ala settentrionale (particolare con i ritratti di Peter Echter e Gertraud Adelsheim, sovrastati dal motto della famiglia Echter)

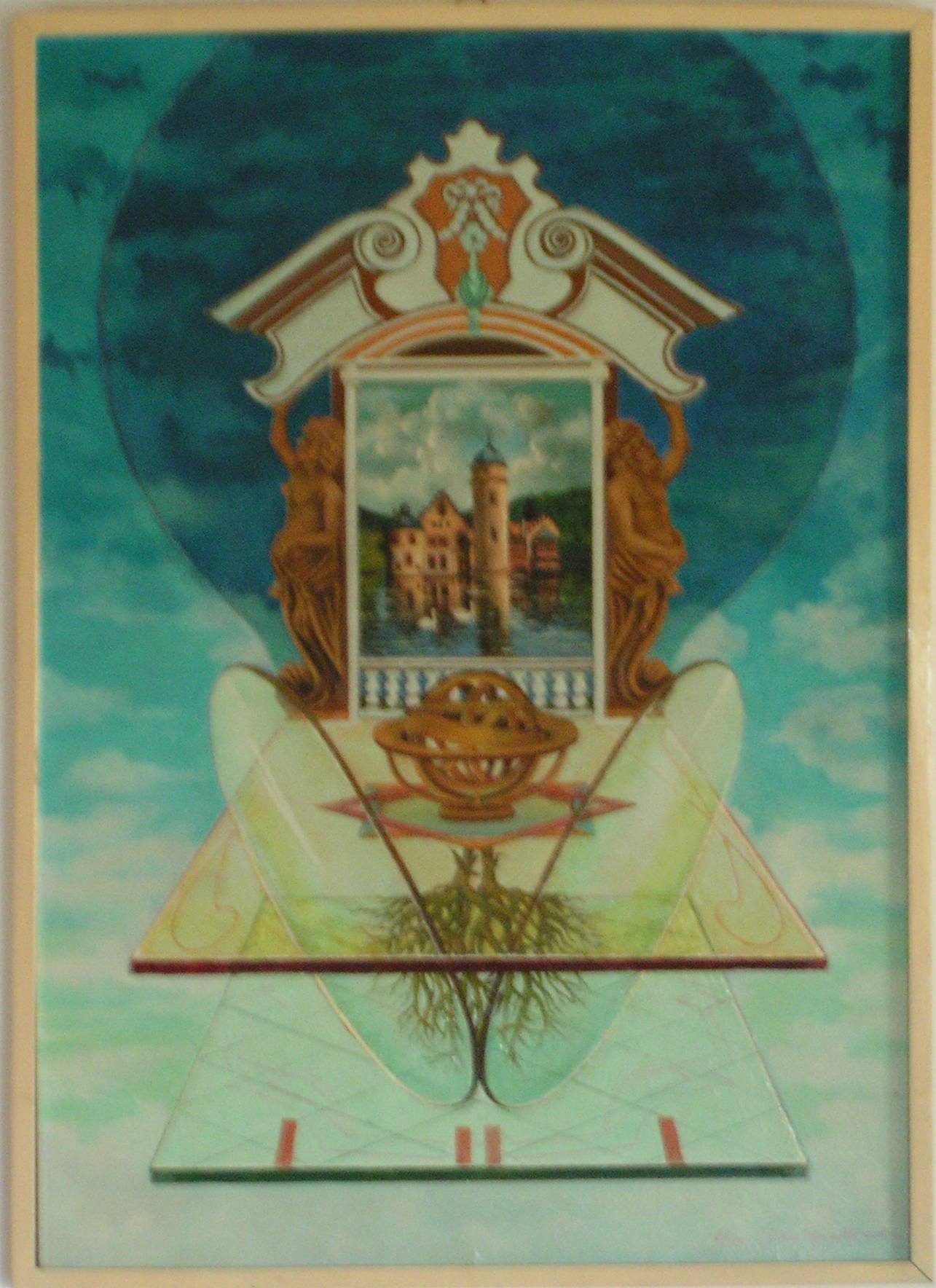
William Girometti, Il castello di Mespelbrunn, 1988 ca.

La famiglia Echter, originaria della regione dell’Odenwald, fa inizialmente costruire una dimora priva di fortificazioni presso il laghetto formato dal Krebsbach, uno degli affluenti di sinistra del fiume Elsava. Tuttavia lo Spessart all’epoca è una foresta selvaggia e inesplorata, utilizzata come riparo dai banditi e dagli Hussiti, pertanto nel 1427 il figlio di Echter, Hamann II, inizia a proteggere la casa del padre con bastioni, torri e un fossato che si avvale dello stagno vicino, trasformando l'edificio in un castello.
Le generazioni successive, con il prevalere di periodi di pace, lo mutano in un maniero di campagna. Il suo aspetto attuale è il risultato di ricostruzioni, eseguite fra il 1551 e il 1569 per volontà di Peter Echter di Mespelbrunn e della moglie Gertraud di Adelsheim. I loro ritratti, insieme al motto di famiglia, sono scolpiti sopra il portale della torre dell'ala settentrionale.
Gertraud partorisce dieci figli, insieme ai quali è ritratta sulla lapide collocata nel santuario mariano dello Spessart a Hessenthal. Il rampollo più noto della famiglia è Julius Echter von Mespelbrunn, Principe vescovo di Würzburg e Duca di Franconia, che a Würzburg fa ampliare la Fortezza di Marienberg ed edificare l’ospedale (il Juliusspital) nel 1576. Inoltre a Julius si deve la costruzione nel 1583 dell’Università di Würzburg, a lui stesso intitolata, e nel cui museo è un conservato un rilievo, datato 1576, che raffigura Julius Echter insieme ai vescovi Chiliano e Burcardo di Würzburg, e alle personificazioni della fedeltà e della speranza.
Malgrado la famiglia numerosa, nemmeno cento anni dopo la morte di Peter Echter la discendenza maschile si interrompe, anche a causa della Guerra dei trent'anni. L’ultima discendente della famiglia, Maria Ottilia, sposa nel 1648 Philipp Ludwig von Ingelheim, destinato a divenire conte. Le due famiglie ottengono il permesso imperiale di unire i propri nomi e i propri stemmi, in modo da portare avanti la tradizione della famiglia Echter.
I conti continuano a occupare l'ala meridionale del castello, che resta proprietà privata; tuttavia dall'inizio degli anni Venti del Novecento l'ala settentrionale viene aperta al pubblico, e in tal modo il castello viene reso parzialmente visitabile. Dal 2006 il castello è di proprietà del conte Albrecht von Ingelheim, deceduto il 2 dicembre 2006 a Francoforte sul Meno. L’erede diretta delle proprietà della famiglia è la sua figlia maggiore Maria Antonietta, contessa di Ingelheim, detta Echterin von und zu Mespelbrunn e baronessa Geyr von Schweppenburg.

## Architettura

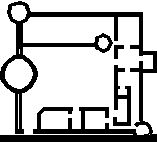
Pianta del castello

Il castello sorge su di una base quasi quadrata sul lato orientale dello stagno, disposto su tre lati; il cortile interno è circondato da due costruzioni, cui a nord-est e sud-ovest si aggiungono due torri rotonde di pari altezza collocate diagonalmente. La torre principale, parimenti rotonda, costruita intorno al 1430, domina l'insieme e costituisce l'unico elemento restante del castello primitivo. L’ingresso è situato sulla parte sinistra dell’edificio meridionale. Sul lato occidentale il cortile si affaccia direttamente sul lago attraverso due archi costruiti al posto della facciata occidentale, demolita intorno al 1840.
Le ricostruzioni effettuate nel XVI secolo sono eseguite in stile rinascimentale. Nel 1875 viene aggiunta una cappella in stile neoromanico, rivolta verso la valle del fiume Elsava, quale luogo di sepoltura della famiglia Ingelheim. Nel 1904 viene effettuata una ristrutturazione da parte di Friedrich von Thiersch, che aggiunge romanticismo all'atmosfera del sito.
Grazie alla sua posizione nascosta, il castello ha superato tutte le guerre senza esserne intaccato, mantenendo il proprio aspetto pittoresco.
Gli arredi originali nella parte visitabile del castello appartengono a varie epoche; ad esempio la Sala dei cavalieri, a piano terra, ospita armature barocche, mentre in sala da pranzo sono appesi dipinti risalenti al XVII secolo, opera del pittore fiammingo Frans Snyders. Più recente, invece, la collezione di porcellane.

## Galleria d’immagini

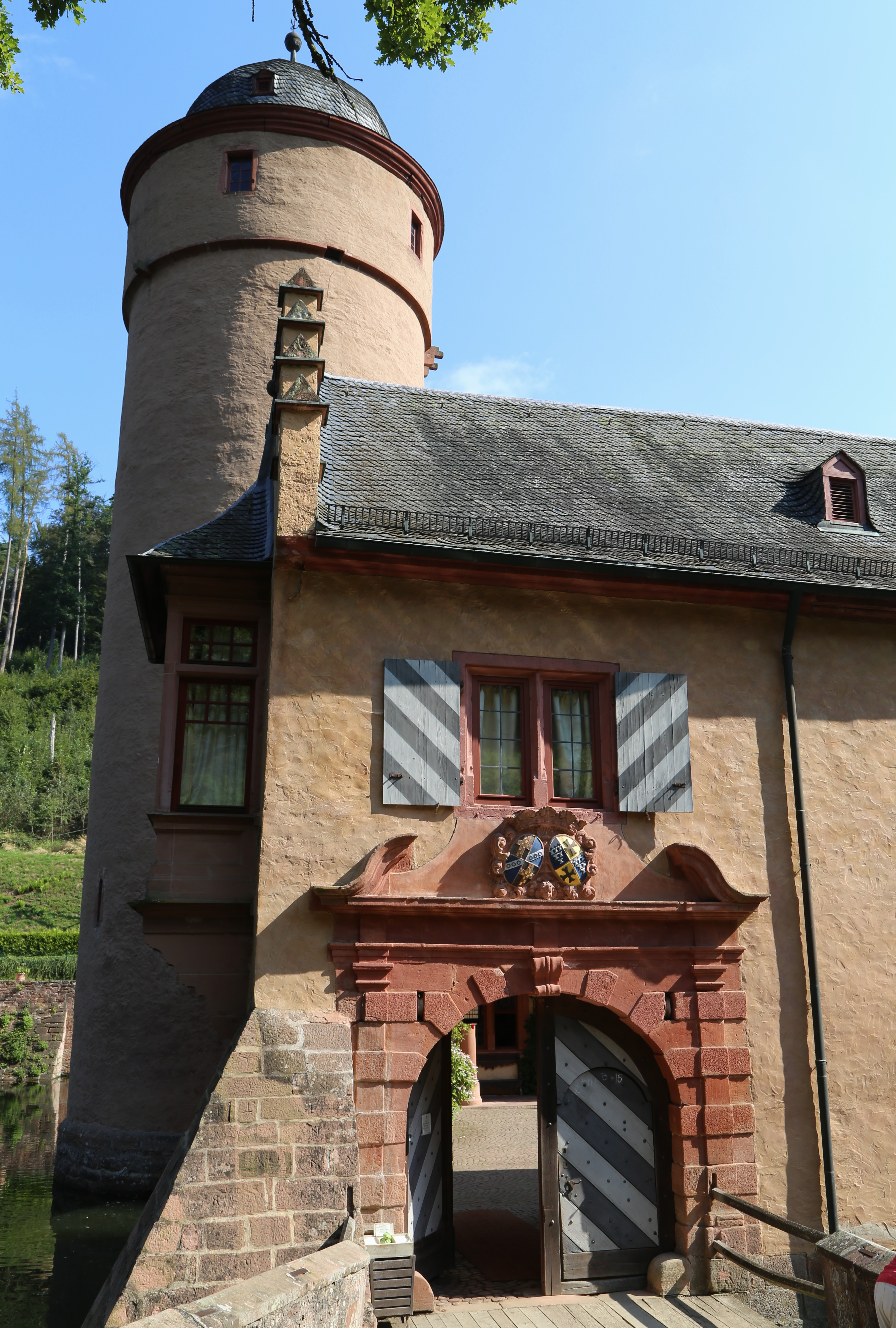
Ingresso del castello
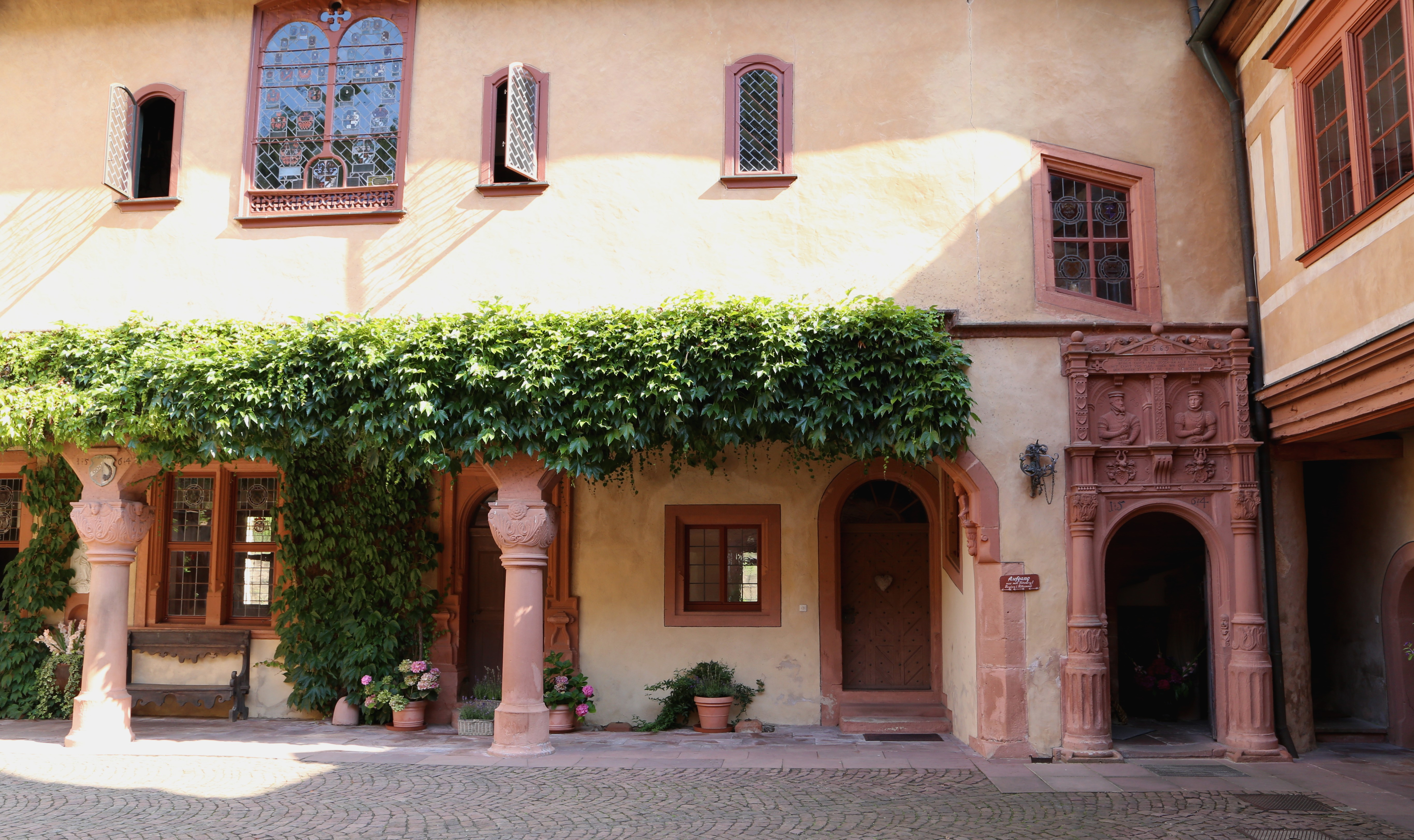
Portale della torre dell’ala settentrionale e parte del cortile interno
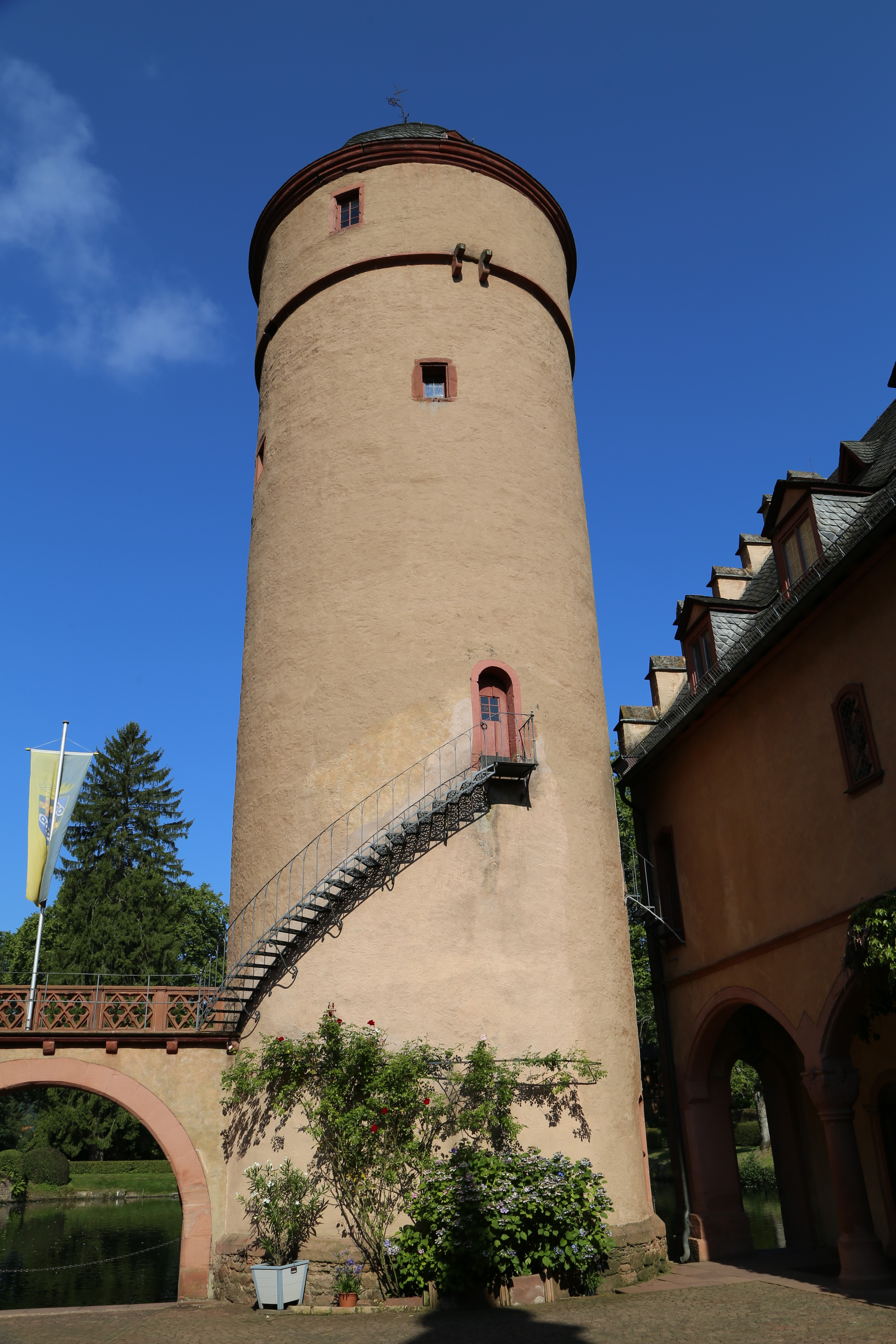
Accesso alla torre principale
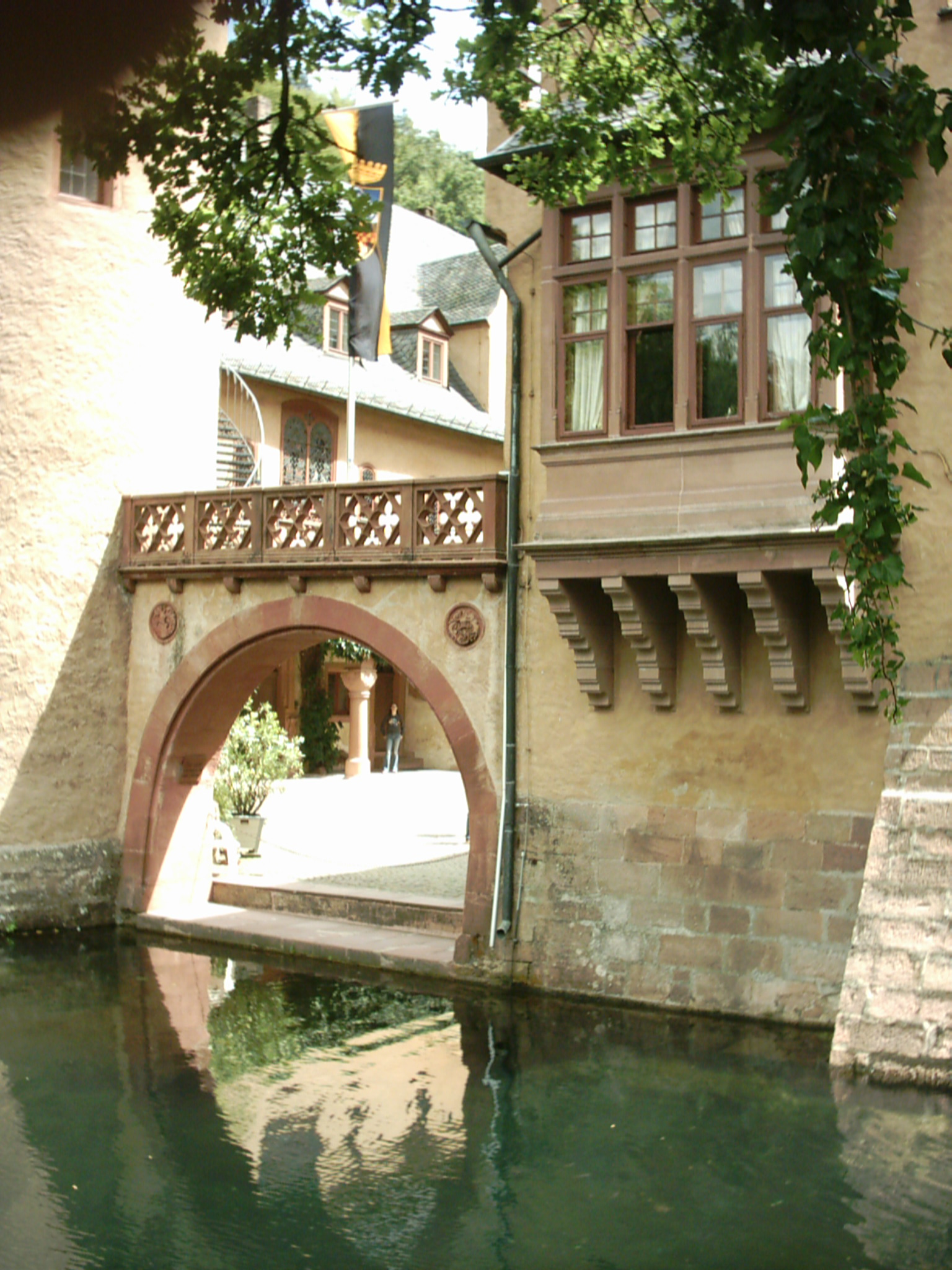
Arco che collega il cortile interno al lago sul lato occidentale
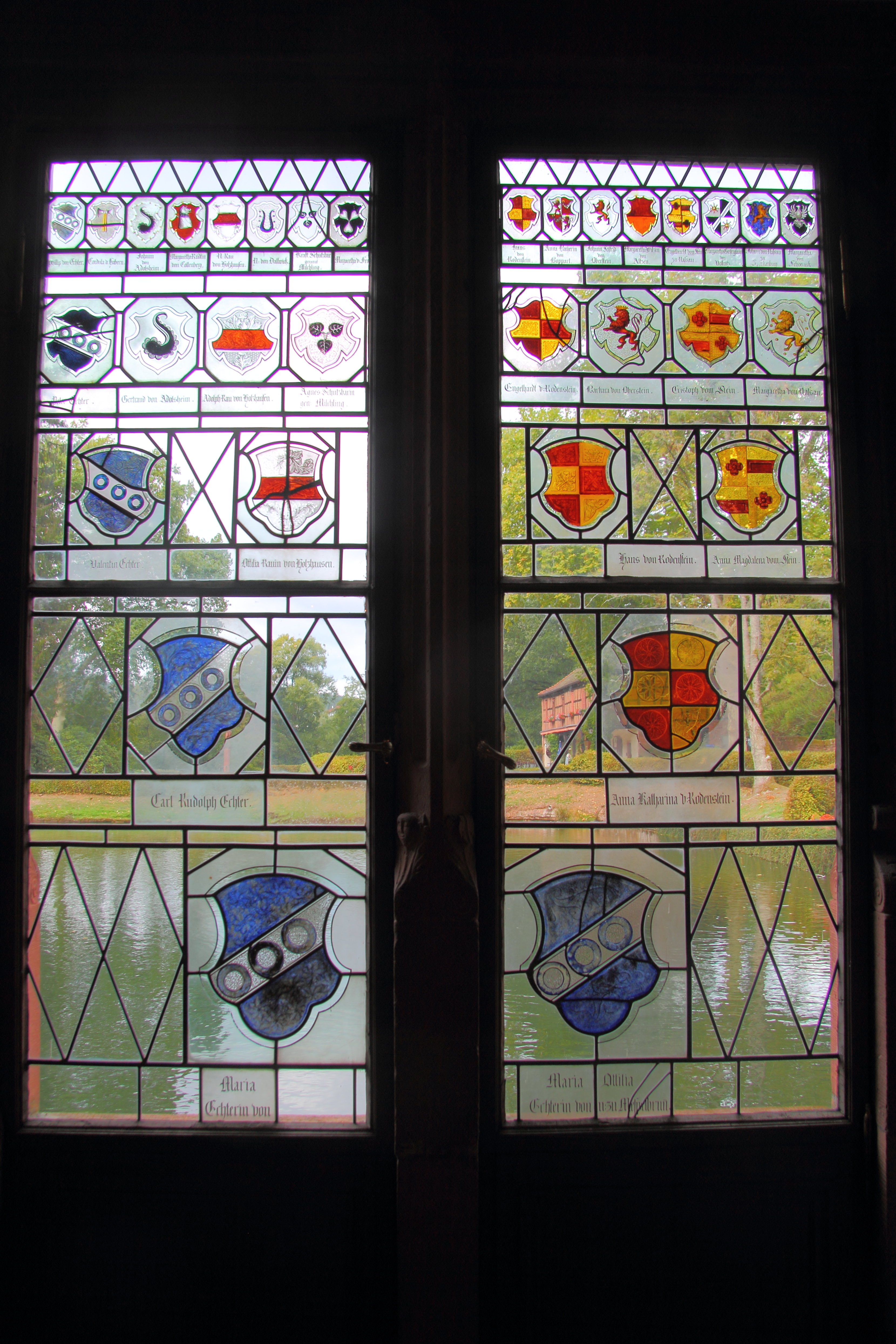
Vetrata con gli stemmi di famiglia
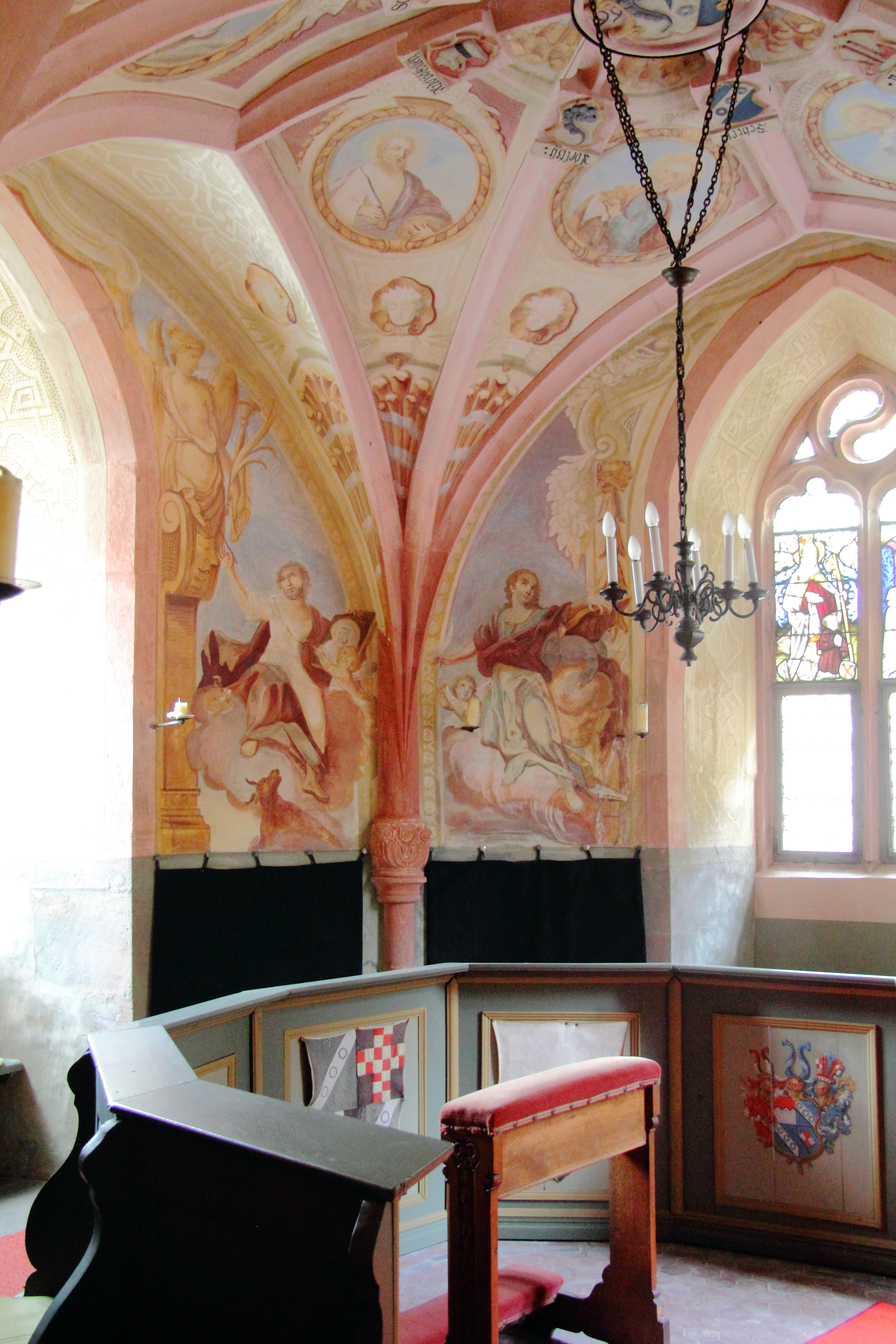
Cappella privata
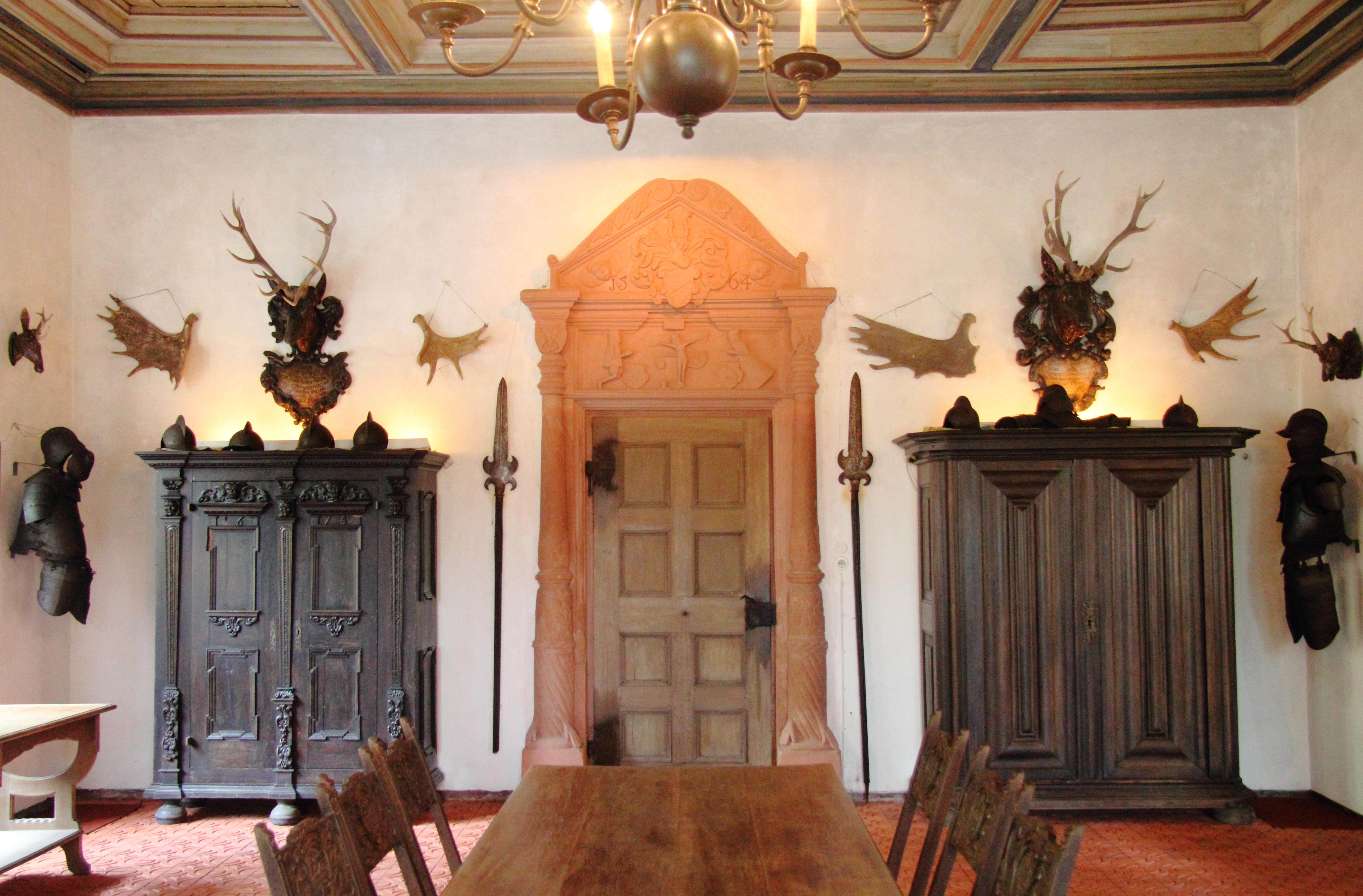
Sala dei cavalieri
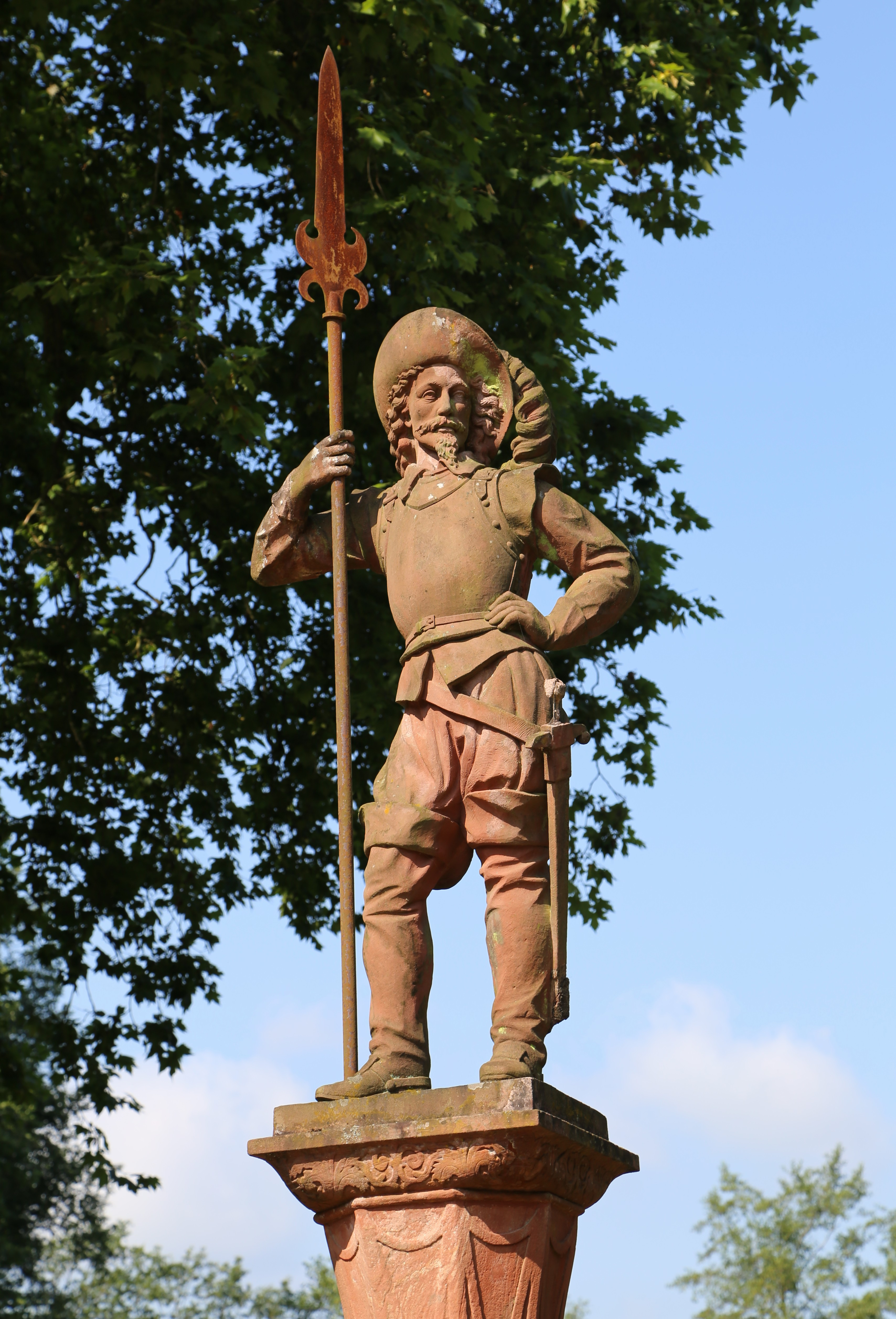
Fontana (particolare)